# پارک پلازا ویکتوریا آمستردام
مختصات: ۵۲°۲۲′۳۷″شمالی ۴°۵۳′۵۲″شرقی / ۵۲٫۳۷۶۹°شمالی ۴٫۸۹۷۸°شرقی
هتل ویکتوریا (انگلیسی: Park Plaza Victoria Amsterdam) یک هتل بزرگ در آمستردام هلند است. این ساختمان در گوشه ای از Damrak و Prins Hendrikkade، نزدیک ایستگاه مرکزی آمستردام واقع شده‌است. هتل ویکتوریا یکی از قدیمی‌ترین و مشهورترین هتلهای هلند است.
این هتل در ۱۹ اوت ۱۸۹۰ (۲۸ امرداد، ۱۲۶۹) افتتاح شد و توسط JF Henkenhaf طراحی شده‌است. این اولین هتل در کشور بود که دارای روشنایی الکتریکی بود. در طول سالها، مشتریان شناخته شده از جمله بیلی گراهام، لوئیس آرمسترانگ، زارع لیندر، چربی‌های دومینو، گلدا جکسون و اخیراً کتی پری، آناستاسیا، مریلین مانسون و آیرن میدن گرفته‌اند.
این ساختمان در اطراف دو بنای قدیمی تر طراحی شده‌است، که هتل با توجه به قیمت‌های بالا این بناها قادر به خرید آن‌ها نبود.
در ۱۳ ژوئیه ۲۰۰۱ (۲۴ دی، ۱۳۷۹)، Rijksdienst voor het Cultureel Erfgoed هتل ویکتوریا را به عنوان سایت میراث ملی انتخاب کرد.